# Anisaedus gaujoni
Anisaedus gaujoni là một loài nhện trong họ Palpimanidae. Loài này được phát hiện ở Ecuador và Peru.